# 周宗敏
周宗敏（1962年11月—），男，山东青岛人，中华人民共和国新闻工作者，曾任新华通讯社副总编辑。

## 生平
1984年毕业于山东大学外语系英美语言文学专业，获文学学士学位。1987年毕业于中国社会科学院研究生院英语新闻采编专业，获法学硕士学位，同年进入新华通讯社工作，历任对外新闻编辑部中央新闻采编室记者，赞比亚卢萨卡分社记者、非洲总分社发稿人、赴南非特派记者，对外新闻编辑部中央新闻采编室副主任（主持工作）、英文编辑室主任、经济编辑室主任、发稿中心主任等职。1998年至1999年，作为访问学者到美国夏威夷大学进修。2001年3月，任对外新闻编辑部副主任。2005年，任外事局副局长。同年8月至12月，在美国芝加哥大学进修公共政策与管理。2007年2月，升任新华社外事局局长。2013年4月至5月，在美国哈佛大学肯尼迪政府学院参加高级行政管理项目深造。2016年1月20日，任新华社副总编辑。2023年3月6日，不再任副总编辑职务。

## 社会兼职
- 中国翻译协会对外传播翻译委员会副主任
- 中国非洲人民友好协会常务理事